# 罗纳德·韦伯斯特
詹姆斯·罗纳德·韦伯斯特（1926年3月2日-2016年12月9日）是安圭拉的政治家。他曾两次任安圭拉首席部长，第一次从1976年2月10日至1977年2月1日，第二次从1980年5月至1984年3月12日。
韦伯斯特的父母共育有16个儿女，仅有8个活到了成年。他自己在圣马丁岛的奶牛场工作了27年。奶牛场的老板夫妇将韦伯斯特看作亲生儿子，并把自己的全部财产留给了韦伯斯特。得到这笔不小的财富后，韦伯斯特于1960年回到了安圭拉，发现安圭拉岛上没有电力、石铺街道和电话。
1967年，韦伯斯特领导安圭拉革命，宣布安圭拉从圣克里斯托弗-尼维斯-安圭拉政府中独立，随后，韦伯斯特被指派为安圭拉岛议会主席。因为圣基茨警察有虐待民众的嫌疑，加上圣基茨政府盗用资金（比如，加拿大给予安圭拉建造港口的经济资助，会被圣基茨中央政府拿去给圣基茨建港口），革命爆发后，安圭拉人民迅速驱逐了圣基茨的官员和警察。
1967年7月11日举办的公投中，大部分安圭拉居民投出了赞同与圣基茨分离并成为英国的新殖民地的一票。1968年1月，英国派出顾问托尼·李，让他与韦伯斯特共同行使“临时的基础行政权”，直到1969年1月。然而，因为圣基茨拒绝延长临时协定，英国政府只得离开并给予其完全的自治。1969年2月，安圭拉的居民再一次投票决定与圣基茨和尼维斯分离，并令安圭拉成为“独立的共和国”。
1969年3月，英国大臣威廉·惠特洛克前来缔结新的“临时协定”，却在抵达的几个小时后就被驱逐。8天后，315名英国伞兵和两艘巡防舰来到安圭拉“恢复秩序”。之后，托尼·李被扶持为地方行政专员。
韦伯斯特写下了一封“告别信”，信中讲述了一个个关于他的人生的动人故事。后来，他的妻子在他的墓碑前阅读了这一封信。这封信的英语版和印地语翻译版发表在了安圭拉最多人阅读的报纸——《安圭拉人报》上。
1971年，安圭拉与英国的临时协定达成，5年后，安圭拉新宪法出台。1980年，安圭拉正式从圣基茨和尼维斯中分离，成为了英国的新殖民地。
2010年，韦伯斯特的生日（3月2日）公布了出来。自那以后，3月2日就是安圭拉的公共假期。